# Oránia–Nassaui Hercegség
Az Oránia–Nassaui Hercegség, (más neveken Oranien-Nassau, Nassau-Orange) a Német-római Birodalom egyik hercegsége volt 1702 és 1806 között az Alsó-rajna–vesztfáliai körzetben és az Oránia–Nassaui-ház adta uralkodóit.

## Története
III. Vilmos, Anglia, Skócia és Írország királya, Hollandia helytartója (stadhouder), Oránia–Nassau hercege 1702-ben törvényes örökös nélkül hunyt el. Birtokainak egy részét és az Oránia hercege címet unokatestvére, János Vilmos Friso, Nassau–Dietz hercege örökölte .
A Nassau–ház további ágai kihalásának következtében egyre több terület került a hercegséghez, míg végül 1743-ra az összes területet, amit addig az Ottó-ág irányított, az Oránia–Nassaui-ág örökölte meg.
A napóleoni háborúk idején, pontosan 1806. július 12-én VI. Vilmos herceg elvesztette a hercegség feletti jogát és területeit felosztották a Bergi Nagyhercegség, Nassau–Useen hercege és Nassau–Weilburg hercege között. Az Orániai Hercegség is elveszett 1808-ban.
1813-ban VI. Vilmos visszavette a területeit, amiket a Bergi Nagyhercegség kapott meg valamint megszerezte Westerburg és Schadeck hűbérbirtokait (Herrlichkeit) és az egykori Wied-Runkel Grófságnak azon részét, ami a Lahn folyó jobb partján fekszik. A bécsi kongresszuson viszont ezt az összes területet a Porosz Királyság kapta meg, Luxemburgért cserébe. A poroszok átadták ezeket a területeket (Siegen kivételével) a Nassaui Hercegségnek (így egyesítve a Nassau-ház Ottói- és Walmar-ágait). 
1815-ben így VI. Vilmos orániai herceg I.Vilmos néven holland király és luxemburgi nagyherceg lett.

## Területei
- Nassau-Dillenburg Grófság
- Nassau-Siegen Grófság
- Nassau-Dietz Grófság
- Nassau-Hadamar Grófság
- Beilstein hűbérbirtok
- Spiegelberg hűbérbirtok

- Nassau-Usingennel megosztott területek 
  - Amt Nassau
  - Amt Kirrberg

- Nassau-Weilburggal megosztott területek 
  - Grund Seel és Burbach

- A Trieri Választófejedelemséggel megosztott területek 
  - Amt Camberg
  - Amt Wehrheim

- Hessen-Darmstadttal megosztott területek
  - Ems

## Elhelyezkedése
Területe az egykori Alsó-rajna–vesztfáliai körzetben helyezkedett el. Ma hajdani területei Németországban találhatók.

## Hercegei
A részleges családfán csak a hercegi cím követéséhez szükséges személyeket tüntettük fel. Az első zárójeles évszám-pár a születés és halál időpontját, a koronás zárójeles az uralkodás kezdetét és végét mutatja.
- I. Vilmos orániai herceg (1533. április 24. – 1584. július 10.) ( 1544–1584)
  - Móric orániai herceg  (1567. november 14. – 1625. április 23.) ( 1585-1625)
  - Frigyes Henrik orániai herceg (1584. január 29. – 1647. március 14.) ( 1625 – 1647)
    - II. Vilmos orániai herceg (1626. május 27. – 1650. november 6.) ( 1647 – 1650) Felesége: (Stuart) Mária orániai hercegné (1631 – 1660)
      - III. Vilmos angol király (1650. november 14. –1702. március 8.) ( 1650 – 1702)

    - Louise Henriette (1627. december 7. – 1667. június 18.) Férje: Frigyes Vilmos (1620. február 16. – 1688. május 9.)
      - I. Frigyes porosz király (1657. július 11. – 1713. február 25.)

    - Albertine Agnes (1634. április 9. – 1696. május 26.)
      - II. Henry Casimir (1657. január 18. – 1696. március 25.)
        - János Vilmos Friso orániai herceg (1687. augusztus 4. – 1711. július 14.) ( 1702 – 1711)
          - IV. Vilmos orániai herceg (1711. szeptember 1. – 1751. október 22.) ( 1711 – 1751)
            - V. Vilmos orániai herceg (1748. március 8. – 1806. április 9.) ( 1751 – 1795)